# Arle
|  | Per a altres significats, vegeu «Arle (desambiguació)». |

Arle —Arle (occità) i Arles (francès)— és una vila de la Provença. Administrativament és una comuna de França al departament de les Boques del Roine. El municipi inclou gran part de la regió natural de la Camarga, per la qual cosa és el més gran de França, amb 759 km². Té uns 60.000 habitants. Els monuments romans i romànics d'Arle estan inscrits a la llista del Patrimoni de la Humanitat de la UNESCO des del 1981.
Els seus habitants s'anomenen arlatencs en occità i arlésiens en francès.

## Història
Podria ser d'origen grec i haver-se dit abans Thelina vers el 600 aC. El 535 aC fou ocupada pels celtes sal·luvis que li van donar el nom d'Arelate. Els romans van derrotar els sal·luvis i van conquerir la regió el 123 aC que va formar part de la Gàl·lia Narbonesa. El 104 aC s'hi va construir un canal fins a la Mediterrània. Va fer costat a Juli Cèsar en la seva lluita contra Pompeu i Cèsar hi va construir alguns vaixells per al setge de Marsella, partidària de Pompeu. Victoriós, Cèsar va donar gran part del territori de Marsella a Arelate.
En temps d'August es va convertir en colònia romana amb veterans de la sisena legió (Legio VI Ferrata) que tenia allí la seva seu. Va portar el títol de Colonia Julia Paterna Arelatensium Sextanorum. Fou una ciutat de certa importància i l'emperador Constantí la va ampliar mitjançant la construcció d'una ciutat bessona a la riba dreta del riu (la ciutat primera era a la riba esquerra del Roine) i llavors es va dir Constantina.
Durant els segles iv i v fou també la seu d'alguns emperadors durant les seves campanyes militars. Constantí el Gran en feu residència imperial i allà hi va néixer el seu fill Constantí II el Jove el 317. Constantí III s'hi va proclamar emperador el 407 i va establir a Arle la prefectura del pretori de la Gàl·lia el 408.
La ciutat va esdevenir cristiana al segle iv, primer afavorint l'arrianisme després abandonat. Fou seu d'un bisbat i després arquebisbat del qual el primer titular fou sant Tròfim (225) i més tard sant Honorat i sant Hilari (segle v). S'hi van celebrar dinou sínodes de bisbes, entre ells el del 314 què va condemnar el donatisme i el del 353 què es va pronunciar a favor de l'arrianisme. A l'edat mitjana el sínode de 1234 va condemnar els albigesos i el del 1263 va condemnar les doctrines de Joaquim de Fiore, un místic i monjo del segle xii.
Ocupada pels francs al segle vi, al segle vii va patir els atacs dels àrabs. El 855 fou la capital del Regne d'Arle amb part de Borgonya i Provença. Els atacs àrabs van continuar i s'hi van afegir els normands. El 880, Ricard I hi va fundar el ducat de Borgonya, i el 933 Hug d'Arles va donar el seu regne a Rodolf II, que va ajuntar els dos regnes en un de sol anomenat Regne d'Arle, que va existir fins al 1033 quan el títol va passar a l'emperador germànic i el regne de fet va deixar d'existir mentre els feudals governaven els seus petits territoris.
El 1178 Frederic Barba-roja es va fer coronar allí i la ciutat va esdevenir ciutat imperial lliure dirigida per un podesta que nomenava els cònsols i altres magistrats. Es va incorporar com a ciutat lliure al comtat de Provença el 1239. El 1378 l'emperador Carles IV va cedir els drets del Regne d'Arle al delfí de França i el regne va deixar d'existir fins i tot com a títol. Arle va conservar, però, la condició de ciutat lliure fins al 1789.
Al segle xix hi va arribar el tren. El 21 de febrer de 1888 es va establir a la ciutat el pintor holandès Vincent van Gogh, on va pintar uns 300 quadres. El desembre de 1888 es va tallar l'orella i va deixar la ciutat el maig de 1889 per ingressar a l'asil de Sant Romieg de Provença.
L'any 2017, Arle va acollir el rodatge d'una pel·lícula sobre la vida de Vincent van Gogh, que va ser interpretada per l'actor americà Willem Dafoe. La pel·lícula s'estrenà l'any 2018.

## Llista d'alcaldes d'Arle
- 1900-1908: Honoré Nicolas
- 1908-1919: Jean Granaud

Mapa de la vila d'Arle

- 1919-1932: Joseph Vulcran Morizot radical-socialista
- 1932-1934: Noë Masson
- 1934-1936: Sixte-Quenin, socialista
- 1936-1939: Joseph Imbert socialista,
- 1939-1940: Bonnard
- 1940-1944: Pierre du Lac
- 1944-1945: Pierre Boudin, dit «Pouly»
- 1945-1947: Cyprien Pilliol (PCF)
- 1947-1971: Charles Raymond Privat SFIO
- 1971-1983: Jacques Perrot (PCF)
- 1983-1995: Jean-Pierre Camoin RPR
- 1995-1998: Michel Vauzelle PS,
- 1998-2001: Paolo Toeschi PS,
- 2001-en curs: Hervé Schiavetti (PCF)

## Demografia
| 310                                                | 420    | 1160   | 1200   | 1271   | 1319   | 1337   | 1438   | 1443           | 1459   |
| -------------------------------------------------- | ------ | ------ | ------ | ------ | ------ | ------ | ------ | -------------- | ------ |
| 12.000                                             | 40.000 | 8.000  | 10.000 | 13.000 | 13.000 | 12.000 | 5.000  | menys de 5.000 | 5.500  |
| 1462                                               | 1550   | 1571   | 1636   | 1700   | 1709   | 1719   | 1721   | 1794           | 1800   |
| 5.600                                              | 10.000 | 11.000 | 25.000 | 27.000 | 20.000 | 23.000 | 14.000 | 20.000         | 18.740 |
| 1806                                               | 1820   | 1831   | 1836   | 1841   | 1846   | 1851   | 1856   | 1861           | 1866   |
| 20.151                                             | 20.150 | 20.236 | 20.048 | 20.460 | 23.101 | 23.208 | 24.816 | 25.543         | 26.367 |
| 1872                                               | 1816   | 1881   | 1891   | 1896   | 1901   | 1906   | 1911   | 1921           | 1926   |
| 24.695                                             | 25.095 | 23.480 | 24.288 | 24.567 | 28.116 | 31.010 | 31.014 | 29.146         | 32.485 |
| Estimations abans de 1801; censos a partir de 1801 |        |        |        |        |        |        |        |                |        |

### Evolució recent
| 1946                                       | 1954   | 1962   | 1968   | 1975   | 1982   | 1990   | 1999   | 2006   | 2007   |
| ------------------------------------------ | ------ | ------ | ------ | ------ | ------ | ------ | ------ | ------ | ------ |
| 35.017                                     | 37.443 | 41.932 | 45.774 | 50.059 | 50.500 | 52.058 | 50.426 | 51.970 | 52.197 |
| Des de 1962: població sense dobles comptes |        |        |        |        |        |        |        |        |        |

## Llocs d'interès

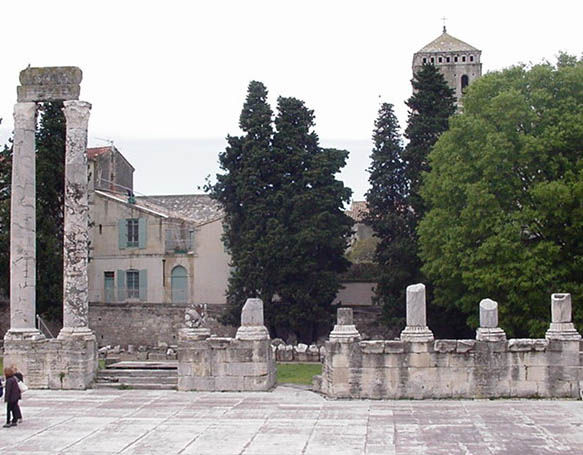
Ruïnes del teatre romà.

Els monuments i restes arqueològiques d'època romana configuren una part molt important del patrimoni monumental de la ciutat, inscrita a la llista de patrimoni mundial de la UNESCO. Sobresurten l'amfiteatre (més gran que el de Nimes, però no tan ben conservat) i el teatre, juntament amb les Termes de Constantí, el criptopòrtic del Fòrum, les restes de les muralles i la necròpolis anomenada Aliscamps
Als afores del nucli antic hi ha les restes del circ romà (d'on procedeix l'obelisc que actualment presideix la plaça de la República). Al costat d'aquestes es troba l'important Museu departamental de l'Arle antic, on es conserven peces de gran interès tals com un vaixell romà de transport fluvial íntegrament rescatat del fons del riu, amb tota la seva càrrega, o una rica col·lecció de sarcòfags paleocristians.
D'època medieval cal destacar l'església de Sant Tròfim, que fou catedral, d'estil romànic, La seva portada i el claustre són comptats entre els millors exemples d'escultura romànica.
La fundació Vincent van Gogh i l'espai Van Gogh situat a l'antic hospital evoquen el decisiu pas d'aquest artista per Arle entre 1888 i 1889. Hi ha també una ruta senyalitzada pels llocs que va pintar, alguns dels quals encara es poden reconèixer amb facilitat, tals com el cafè de nit a la plaça del Fòrum (Terrassa de cafè a la nit; El cafè de nit), el pont de Trinquetaille -prop del qual també es va pintar Cel estelat sobre el Roine-, el pati de l'antic hospital o el pont de Langlois.
Altres museus de la localitat són el Museu Réattu (Museu de Belles Arts, amb obres de Pablo Picasso) i el Museu Arlatenc d'etnografia provençal
Als afores es troba l'anomenat parc des Ateliers (parc dels Tallers) on es desenvolupa el projecte de la Fundació Luma en el qual intervé l'arquitecte Frank Gehry.
A pocs quilòmetres d'Arle es troba l'Abadia de Montmajor, un monestir benedictí del segle x.
Així mateix, la ciutat d'Arle és en certa forma la porta d'entrada al paratge natural de la Camarga, determinat pel delta del Roine.

## Personatges famosos
A part de l'emperador Constantí, va néixer a la ciutat també el filòsof Favorí.
Un altre personatge famós de la ciutat fou el poeta Frederic Mistral, que va néixer a la rodalia. Jeanne Calment fou una de les dones més velles del món amb edat documentada, que va néixer a Arle i hi va morir amb més de 122 anys (1875-1997).
- Djibril Cissé (1981-) futbolista.
- Pierre Vachon (1738-1803), compositor i violinista.
- Christian Lacroix, dissenyador de moda.
- Nicolas Reyes i els seus germans, membres dels Gipsy Kings.
- Chico Bouchikhi, membre dels Gipsy Kings.

## Ciutats agermanades
- Jerez de la Frontera,  Espanya
- Pskov,  Rússia
- Fulda,  Alemanya
- York, Pennsilvània,  Estats Units
- Cubelles,  Catalunya
- Vercelli,  Itàlia
- Sagné,  Mauritània
- Kalymnos,  Grècia
- Wisbech,  Regne Unit
- Zhouzhuang,  R.P. de la Xina

## Festes i esdeveniments
Cada any s'hi celebra el festival de fotografia Rencontres d'Arles. La ciutat és seu de l'escola nacional de fotografia. A Arle se celebren actes similars a les curses de braus en què el brau és mort, amb un tancament previ als carrers a l'estil de l'"encierro de San Fermín".
Cada any durant el mes d'abril també s'hi celebra una fira.